# 窄瓣红花荷
窄瓣红花荷（学名：Rhodoleia stenopetala），为金缕梅科红花荷属下的一个植物种。